# Слюз, Рене де
Рене́-Франсу́а Валте́р де Слюз (René François Walther de Sluse/Sluze (Slusius), 7 июля 1622, Визе — 19 марта 1685, Льеж, Бельгия) — бельгийский математик. Член Лондонского королевского общества (1674 г.).

## Биография
В возрасте 16-ти лет поступил в Лувенский университет, по окончании курса отправился для продолжения занятий в Рим, где и получил степень доктора прав. Из наук, которыми занимался Слюз, кроме юридических, надо отметить особенно математику. Напечатал: «Mesolabum seu duae mediae proportionales inter datas per circulum et ellipsim vel hyperbolam infinitis modis exhibitae ets.» (Льеж, 1659). Написанная в стиле древних, она является, однако же, вполне детищем нового времени, как по разнообразию средств для решения рассматриваемого вопроса, так и по проявлениям духа обобщения. Слюз скоро заметил, что этот вопрос зависит от задачи, известной в то время под именем problemae solidorum и соответствующей в алгебре решению уравнений третьей степени. Слюз показывает, как все вопросы этой общей задачи могут быть решены с помощью круга и множества конических сечений. Книга Слюза сразу поставила автора в число выдающихся геометров эпохи. В 1668 году вышло второе издание значительно дополненным (Льеж). В прибавленной части книги «De analysi» автор даёт окончательную обработку своим уже указанным обобщениям, представлявшим в сущности дополнение и усовершенствование предложенного Декартом построения уравнений 3-й и 4-й степеней с помощью круга и параболы. Во втором прибавлении к книге важны теоретическое исследование точек перегиба некоторых кривых, разыскания автора по предмету квадратуры и определения центров тяжести спиралей и других кривых, теоремы о наибольших и наименьших величинах, рассмотрение ряда вопросов о центрах тяжести.
Слюз вёл обширную ученую переписку с Паскалем, Гюйгенсом, Ольденбургом, Валлисом и др. Этому пути было обязано своей известностью важнейшее из произведений Слюз в области математики — открытый им общий метод построения касательных к алгебраическим кривым, благодаря которому автор занял одно из первых мест в ряду предшественников создания дифференциального исчисления. Первые сведения о своем открытии Слюз сообщил в письме к Паскалю от 28 июня 1658 г., а окончательное его изложение дал в двух письмах, напечатанных в «Philosophical Transactions» под заглавиями: «А short and easy method of drawing tangents to alle geometrikal curves» (т. VII, 1672) и «Demonstration of the same» (т. VIII, 1673). Интересные работы Слюз по изучению кривой, которой он впервые дал название циклоиды, также сделались известными по его письмам к Паскалю. Прикладной математикой Слюз, по-видимому, занимался немного. Пока известно только данное им решение задачи Альгазена о кривых зеркалах, составляющее предмет письма, напечатанного в «Philosophical Transactions» под заглавием: «On the optic angle of Alhazen» (1673).
Именем Слюза назван класс кривых определяемых семейством уравнений {\displaystyle y^{n}=k(a-x)^{p}x^{m}} для натуральных m, n и p, а также конхоида Слюза.

Конхоида Слюза при нескольких значениях a

## Конхоида Слюза
Конхоида Слюза задаётся уравнением {\displaystyle r=\sec \theta +a\cos \theta } в полярных координатах или неявным уравнением {\displaystyle (x-1)(x^{2}+y^{2})=ax^{2}} в декартовых координатах.
При a≠0 у кривой есть асимптота x=1. Наиболее удалённая от асимптоты точка (1+a,0). Конхоида Слюза самопересекается в точке (0,0). Площадь между кривой и асимптотой при {\displaystyle a\geq -1} равна {\displaystyle |a|(1+a/4)\pi } и {\displaystyle \left(1-{\frac {a}{2}}\right){\sqrt {-(a+1)}}-a\left(2+{\frac {a}{2}}\right)\arcsin {\frac {1}{\sqrt {-a}}}}
при {\displaystyle a<-1}. Если {\displaystyle a<-1} конхоида Слюза образует петлю площадью {\displaystyle \left(2+{\frac {a}{2}}\right)a\arccos {\frac {1}{\sqrt {-a}}}+\left(1-{\frac {a}{2}}\right){\sqrt {-(a+1)}}.}
Конхоида Слюза вырождается в следующие кривые:
a=0, прямая (асимптота)
a=−1, циссоида Диокла
a=−2, прямая строфоида